# Тодор Куков
Поп Тодор Лазаров Куков е български духовник и революционер.
Роден е в село Черногорово, в семейството на Лазар и Карамфила Кукови. Не се знае къде е учил и кога е бил ръкоположен за свещеник, но е бил сред най-уважаваните личности в село Черногорово и стоял начело на всички обществени и културни начинания. Няма сведения с. Черногорово да е посещавано от Васил Левски, но се знае, че поп Тодор бил посветен в революционното дело. Предполага се, че това се дължи на поп Грую Бански, с когото били близки приятели. Двамата свещеници се свързвали чрез Троян Ангелов Полизанов. Неясни са сведенията за революционен комитет и в навечерието на Априлското въстание, но очевидно е имало такъв и поп Тодор е бил негов член, понеже той и съселянинът му Гого Колев Дамянов заминали за Панагюрище и оттам за Оборище. След закриване на събранието поп Тодор тръгнал за Черногорово, но в Пазарджик бил заловен от турските власти и подложен на разпит. Поради липсата на доказателства за участие във въстанието след два дни бил освободен. Отсъствието на поп Тодор от селото осуетило и обявяването на въстанието там. 
Участието му на Оборищенското събрание е посочено само от Димитър Страшимиров, докато Захари Стоянов не го споменава изобщо. Не е посочен и в турски документи. Името на отец Тодор Куков обаче е изписано на паметника в местността Оборище, което доказва участието на отец Т. Куков във Оборищенското събрание през април 1876 година. 